# Simpasai (Monta)
Simpasai is een bestuurslaag in het regentschap Bima van de provincie West-Nusa Tenggara, Indonesië. Simpasai telt 4200 inwoners (volkstelling 2010).